# حساسیت افتراقی
حساسیت افتراقی (انگلیسی: Differential susceptibility) نظریه حساسیت افتراقی ارائه شده توسط جی بلسکی تفسیر دیگری از یافته‌های روانشناختی است که معمولاً با توجه به مدل استرس–حساسیت مورد بحث قرار می‌گیرد. هر دو مدل نشان می‌دهند که رشد و عاطفه افراد به‌طور متفاوتی تحت تأثیر تجربیات یا کیفیت‌های محیط است. در جایی که مدل استرس–حساسیت گروهی را پیشنهاد می‌کند که فقط به محیط‌های منفی حساس هستند، فرضیه حساسیت افتراقی گروهی را پیشنهاد می‌کند که هم به محیط‌های منفی و هم به محیط‌های مثبت حساس هستند. مدل سوم، مدل حساسیت به موقعیت، گروهی را پیشنهاد می‌کند که فقط به محیط‌های مثبت حساس هستند. هر سه مدل ممکن است مکمل در نظر گرفته شوند، و در یک چارچوب کلی حساسیت محیطی ترکیب شده‌اند.

## حساسیت افتراقی در مقابل استرس–حساسیت
این ایده که افراد از نظر حساسیت نسبت به محیط خود متفاوت هستند، از نظر تاریخی در قالب دیاتز-استرس یا خطر دوگانه تعریف شده‌است. این نظریه‌ها پیشنهاد می‌کنند که برخی از افراد «آسیب‌پذیر»، به دلیل ویژگی‌های بیولوژیکی، مزاجی و/یا فیزیولوژیکی‌شان (یعنی «دیاتزی» یا «خطر ۱»)، در برابر اثرات نامطلوب تجربیات منفی (یعنی «استرس») آسیب‌پذیرتر هستند. یا «خطر ۲»)، در حالی که سایر افراد «تاب آور» تحت تأثیر این تجربیات منفی قرار نمی‌گیرند. فرضیه حساسیت افتراقی و مفهوم مربوط به حساسیت بیولوژیکی به زمینه نشان می‌دهد که افرادی که تصور می‌شود «آسیب پذیر» هستند نه تنها به محیط‌های منفی، بلکه به محیط‌های مثبت نیز حساس هستند؛ بنابراین، با توجه به فرضیه حساسیت افتراقی، برخی از افراد «مستعد» یا «تغییر پذیر» هستند، به این ترتیب که آنها بیشتر از دیگران تحت تأثیر تأثیرات محیطی به شیوه «بهتر و بدتر» هستند.

## پیش زمینه نظری
بلسکی پیشنهاد می‌کند که تکامل ممکن است برای برخی از کودکان که پلاستیک‌تر (تغییر پذیرتر) هستند و برخی دیگر که در مواجهه با سبک‌های فرزندپروری ثابت‌تر هستند، انتخاب شود.
بلسکی پیشنهاد می‌کند که والدین اجدادی، درست مانند والدین امروزی، نمی‌توانستند (آگاهانه یا ناخودآگاه) بدانند که کدام شیوه‌های فرزندپروری در ارتقای تناسب تولیدمثلی فرزندان و در نتیجه برازش فراگیر خودشان موفق‌تر است. در نتیجه، و به‌عنوان یک استراتژی بهینه‌سازی تناسب اندام که شامل پوشش شرط‌بندی می‌شود، انتخاب طبیعی ممکن است والدین را برای داشتن فرزندانی با انعطاف‌پذیری فنوتیپی متفاوت شکل دهد. به این ترتیب، اگر تأثیر فرزندپروری از نظر برازش معکوس بود، آن دسته از کودکانی که تحت تأثیر تربیت قرار نمی‌گرفتند، هزینه‌های رشد را متحمل نمی‌شدند که در نهایت ثابت شد «گمراه‌کننده» هستند.
نکته مهم، انتخاب طبیعی ممکن است به نفع خطوط ژنتیکی با الگوهای رشدی و عاطفی پلاستیکی و ثابت باشد. به عبارت دیگر، داشتن هر دو نوع در یک زمان ارزش دارد. در پرتو ملاحظات برازش فراگیر، کودکانی که انعطاف‌پذیری کمتری (و ثابت تر) داشتند، در برابر نفوذ والدین «مقاومت» خواهند داشت. این می‌تواند گاهی سازگار باشد و گاهی ناسازگار. ثابت بودن آنها نه تنها به‌طور مستقیم به نفع خودشان بود، بلکه حتی به خواهر و برادرهای انعطاف پذیرترشان نیز به‌طور غیرمستقیم سود می‌رساند. این به این دلیل است که خواهر و برادر، مانند والدین و فرزندان، ۵۰ درصد از ژن‌هایشان مشترک است. به همین دلیل، اگر پرورش فرزندان در راه‌هایی که برازش را بهبود می‌بخشد تأثیر گذار بود، نه تنها فرزندان پلاستیکی بیشتر به‌طور مستقیم از دنبال کردن رهنمودهای والدین بهره‌مند شده بلکه والدین و حتی برادران و خواهران کمتر قابل تغییر آن‌ها که از پرورشی که دریافت کرده‌اند بهره‌مند نشده‌اند، دوباره به دلایل سلامتی شامل می‌شدند. تأثیر کلی ممکن است به تعدیل بخشی از تنوع در فرزندپروری باشد؛ یعنی شرط‌بندی محافظه کارانه تر.
این خط استدلال تکاملی منجر به این پیش‌بینی می‌شود که کودکان باید از نظر حساسیت نسبت به تربیت والدین و شاید تأثیرات محیطی به‌طور کلی متفاوت باشند. همان‌طور که به نظر می‌رسد، یک خط طولانی از تحقیقات توسعه ای، که از دیدگاه «معامله‌ای» اطلاع داده شده‌است، کم و بیش بر این فرض بیان نشده استوار شده‌است.

## معیارهای آزمایش حساسیت افتراقی
بلسکی، بیکرمنز-کراننبورگ، و ون آی‌ژندورن، (۲۰۰۷) یک سری الزامات تجربی - یا مراحل - را برای اثبات فرضیه حساسیت افتراقی ترسیم کردند. آنها به ویژه تست‌هایی را شناسایی می‌کنند که حساسیت افتراقی را از سایر اثرات متقابل از جمله مدل استرس–حساسیت دوگانه متمایز می‌کند.
در حالی که مدل استرس–حساسیت دوگانه زمانی به وجود می‌آید که آسیب‌پذیرترین افراد به‌طور نامتناسبی تحت تأثیر یک محیط منفی قرار می‌گیرند، اما از شرایط محیطی مثبت نیز به‌طور نامتناسبی سود نمی‌برند، حساسیت متفاوت با یک تعامل متقاطع مشخص می‌شود: افراد مستعد عبارتند از: به‌طور نامتناسبی تحت تأثیر تجربیات منفی و مثبت قرار می‌گیرند. معیار دیگری که برای تشخیص حساسیت افتراقی از مدل استرس–حساسیت دوگانه باید رعایت شود، استقلال معیار نتیجه از عامل حساسیت است: اگر عامل حساسیت و نتیجه مرتبط باشند، مدل استرس–حساسیت دوگانه است به جای حساسیت افتراقی پیشنهاد شده‌است.
علاوه بر این، محیط و عامل حساسیت نیز باید نامرتبط باشند تا این توضیح جایگزین که حساسیت صرفاً یک تابع از محیط را نشان می‌دهد، حذف شود. ویژگی اثر حساسیت افتراقی در صورتی نشان داده می‌شود که وقتی از سایر عوامل حساسیت (یعنی تعدیل‌کننده‌ها) و نتایج استفاده می‌شود، مدل تکرار نمی‌شود. در نهایت، شیب برای زیر گروه حساس باید به‌طور قابل توجهی متفاوت از صفر و در عین حال به‌طور قابل توجهی تندتر از شیب برای زیر گروه غیر (یا کمتر) حساس باشد.

## نشانگرهای حساسیت و شواهد تجربی
ویژگی‌های افرادی که اثرات محیطی را به شیوه‌ای منطبق با فرضیه حساسیت افتراقی تعدیل می‌کنند را می‌توان به سه دسته تقسیم کرد: عوامل ژنتیکی، عوامل اندوفنوتیپی، عوامل فنوتیپی.
باکرمنز-کراننبورگ و ون ایزندورن (۲۰۰۶) اولین بار هیپوتزیس پذیری تفاوتی را به عنوان یک عامل ژنوتیپی در مورد تأثیر مداخله‌گری پلی‌مورفیسم ۷ تکرار گیرنده دوپامین D4 (DRD4-7R) روی ارتباط بین حساسیت مادرانه و مشکلات رفتاری خارجی در ۴۷ خانواده آزمایش کردند. کودکان با آلل DRD4-7R و مادران غیر حساس رفتارهای بیرونی به‌طور قابل توجهی بیشتری نسبت به کودکان با همان آلل اما با مادران حساس نشان دادند. کودکان دارای آلل DRD4-7R و مادران حساس کمترین رفتارهای بیرونی را نسبت به همه داشتند در حالی که حساسیت مادری بر کودکان بدون آلل DRD4-7R تأثیری نداشت.
عوامل اندوفنوتیپی توسط اوبرادویچ، بوش، استامپردال، آدلر و بویس (۲۰۱۰) مورد بررسی قرار گرفته‌است. آنها ارتباط بین ناملایمات دوران کودکی و سازگاری کودک را در ۳۳۸ کودک ۵ ساله بررسی کردند. کودکانی که واکنش‌پذیری کورتیزول بالا داشتند، توسط معلمان به‌عنوان کمترین اجتماعی بودن در شرایط نامطلوب، اما زمانی که در شرایط خوش‌خیم‌تر زندگی می‌کردند (و در مقایسه با کودکانی که امتیاز پایینی در واکنش‌پذیری کورتیزول داشتند) از آنها درجه‌بندی می‌شدند.
در مورد ویژگی‌های دسته عوامل فنوتیپی، پلوس و بلسکی (۲۰۰۹) گزارش دادند که تأثیر کیفیت مراقبت از کودک بر تنظیم اجتماعی-عاطفی دیدگاه معلمان به عنوان یک عملکرد از خصوصیات نوزاد در مورد ۷۶۱ کودک ۴٫۵ ساله شامل مطالعات NICHD در مورد مراقبت اولیه و توسعه جوانان (شبکه تحقیقاتی مراقبت اولیه از کودکان NICHD، ۲۰۰۵) به عنوان یک عامل تابعی از خصوصیات نوزاد است. کودکان با خلق و خوی دشوار در دوران شیرخوارگی بسته به اینکه به ترتیب مراقبت‌های با کیفیت ضعیف یا خوب (و در مقایسه با کودکان با خلق و خوی آسان‌تر) را تجربه کرده‌اند، بیشترین و کمترین مشکلات رفتاری را بروز می‌دهند.